# Doggy Bag (album)
Pour les articles homonymes, voir Doggy Bag.
Albums de Lil' Bow Wow
Beware of Dog
(2000) Unleashed
(2003)
Singles
1. Thank You
Sortie : Décembre 2001
2. Take Ya Home
Sortie : 2002

Doggy Bag est le deuxième album studio de Lil' Bow Wow, sorti le 18 décembre 2001. Cet album est inédit en France.
L'album s'est classé 2e au Top R&B/Hip-Hop Albums et 11e au Billboard 200 et a été certifié disque de platine par la RIAA, avec plus d'un million de copies vendues.

## Production
Comme pour le précédent, cet album est entièrement produit et écrit par Jermaine Dupri et Bryan-Michael Cox, à l'exception du single Take Ya Home, produit par les Neptunes.
L'album inclut les singles Take Ya Home, qui atteint la 72e place du Billboard Hot 100 et la 21e place du Hot R&B/Hip-Hop Songs, et Thank You, en featuring avec Jagged Edge, qui atteint la première place du Hot R&B/Hip-Hop Songs.

## Liste des titres
| No  | Titre                                         | Contient un (des) sample(s) de                           | Durée |
| --- | --------------------------------------------- | -------------------------------------------------------- | ----- |
| 1.  | We Want Weezy (Intro)                         |                                                          | 1:18  |
| 2.  | Thank You (featuring Jagged Edge et Fundisha) | I'm Not the One des Cars                                 | 4:00  |
| 3.  | Take Ya Home                                  | Have a Nice Day de Roxanne Shanté                        | 3:59  |
| 4.  | Get Up (featuring Fundisha)                   |                                                          | 3:43  |
| 5.  | Perfect Girl (Interlude)                      |                                                          | 0:50  |
| 6.  | All I Know (featuring Lil Corey)              |                                                          | 3:13  |
| 7.  | The Wickedest                                 |                                                          | 3:56  |
| 8.  | Pick of the Litter (featuring R.O.C et Tigah) | Nuthin' but a 'G' Thang de Dr. Dre featuring Snoop Dogg  | 3:34  |
| 9.  | Crazy (featuring Da Brat)                     |                                                          | 4:19  |
| 10. | Crazy Girls (Interlude)                       |                                                          | 0:30  |
| 11. | Up in Here (featuring Tigah)                  |                                                          | 3:47  |
| 12. | Jiminy Cricket (Interlude)                    |                                                          | 0:08  |
| 13. | Off the Glass (featuring Xscape)              | Cramp Your Style d'All the People featuring Robert Moore | 5:24  |